# アレックス・ベレンゲル
- アレハンドロ・ベレンゲル

アレックス・ベレンゲル（Álex Berenguer）こと、アレハンドロ・ベレンゲル・レミロ（Alejandro Berenguer Remiro , 1995年7月4日 - ）は、スペイン・ナバラ州パンプローナ出身のプロサッカー選手。プリメーラ・ディビシオンのアスレティック・ビルバオに所属している。ポジションはFW。

## 来歴
地元パンプローナに本拠地を置くCAオサスナのカンテラに入団後、2013-14シーズンにテルセーラ・ディビシオンに所属するBチームに登録。2014年9月10日のコパ・デル・レイのデポルティーボ・アラベス戦でプロデビュー。2015年8月30日のCDミランデス戦で、プロ初ゴールを記録。以降レギュラーに定着し、2016年1月29日にオサスナと2020年までの契約に合意。2015-16シーズン、オサスナはセグンダ・ディビシオンで6位に入り、昇格プレーオフを勝ち上がり、2013-14シーズン以来のプリメーラ・ディビシオン復帰を果たした。
2016-17シーズンの2016年9月22日のRCDエスパニョール戦で、トップリーグデビュー。2017年4月5日のデポルティーボ・アラベス戦で、トップリーグ初ゴールを記録するなど、同シーズンは29試合1得点を記録するも、チームは19位に終わり、セグンダ・ディビシオン降格となった。
2017年夏、アスレティック・ビルバオやSSCナポリなどがベレンゲルの獲得に興味を示したが、7月17日にトリノFCと契約した。
2020年10月2日、アスレティック・ビルバオと4年契約を結んだ。
10月4日に行われたデポルティーボ・アラベス戦でクラブデビューを果たし、18日に行われたレバンテUD戦で初得点を決めた。その後もレギュラーとして活躍し、移籍初年度はチーム最多となるリーグ8得点を記録した。